# Karl Ursin
Karl Ursin (* 21. April 1901 in Wien; † 3. Februar 1973 in Salzburg) war ein österreichischer Mediziner und eine führende Persönlichkeit des völkischen Flügels des österreichischen Wandervogels.

## Leben
Karl Ursin war der Sohn des Tullner Nervenarztes und Nationalratsabgeordneten Josef Ursin und der Enkel des gleichnamigen Tullner Reichsratsabgeordneten und Antisemiten Josef Ursin.
Karl Ursin wuchs mit seinen Eltern, seinem Bruder Fritz und seiner Schwester Herta in Wien auf und besuchte das Piaristengymnasium. 1913 kam Ursin erstmals mit den Wandervögeln in Kontakt und trat 1916 in die Elitegruppe ‚Landfahrer‘ ein. 1918/19 trat er als Schuldelegierter an die Spitze der sogenannten ‚Mittelschülerbewegung‘ Wiens. 1920 legte er das Abitur ab und studierte in Innsbruck und in Marburg an der Lahn Medizin.
In Marburg war er Mitglied der von Johann Wilhelm Mannhardt gegründeten Deutschen Burse, der er lebenslang verbunden blieb. Pfingsten 1920 trat er zum Jungdeutschen Bund in Beziehung und schloss lebenslange Freundschaft mit Hans Harmsen und Hans Wolf. Ursin nahm am Ludwigsluster Bundestag des Jungdeutschen Bundes 1920 teil und vertrat in Österreich jungdeutsches Gedankengut. Ab 1921 gab er gemeinsam mit Frank Glatzel und Karl Fischer die Zeitschrift Der neue Bund heraus.
1921 war er während seines Wehrdienstes beim Oberschlesischen Grenzschutz an der Niederschlagung der Aufstände in Oberschlesien beteiligt. Ursin war Teil des Sturmzugs Tirol des Freikorps Oberland, das ab 1921 den Kern der Sturmabteilung (SA) in Bayern bildete. Auch war er eine Zeit lang in wegen seiner Involvierung in den Südtirol-Konflikt in Italien inhaftiert.
1921 wurde er Bundesführer des Österreichischen Wandervogels als Nachfolger Emil Hehenbergers. Zu dieser Zeit war er aus den ‚Landfahrern‘ ausgeschieden und hatte seine eigene Jugendgruppe namens ‚Wiking‘ in Wien gebildet. 1922 leitete er den Salzburger Bundestag der Wandervögel noch im alten Stil, doch schon im Folgejahr 1923 hielt er eine eigene, sogenannte ‚Bubenveranstaltung‘ ab, die ohne ältere Vereinsmitglieder stattfand. In der Folgezeit wandelte Ursin den alten Österreichischen Wandervogel im Sinne der Bündischen Jugend um. 1923 ruhte studienhalber sein Amt als Bundesjugendführer, das von einer aus Ernst Ebner, Karl Thums und Rudolf Winkler bestehenden Geschäftsstelle vertreten wurde. 1924 wurde Ursin in Graz zum Sprecher der Jugend gewählt, wurde dann erneut Bundesjugendführer und gab mit Hehenberger die Zeitschrift Der Lehnsmann heraus. Im selben Jahr trat er mit Norbert Gürke und Karl Thums in die Deutsche Hochschulgilde ‚Freischar‘ unter der Führung des Spann-Schülers Walter Heinrich ein.
1925 trat Ursin als Bundesjugendführer zurück, 1927 promovierte er in Wien zum Dr. med. und durchlief anschließend weitere medizinische Ausbildung in Krankenhäusern in Wien und Zürich. Von 1929 bis 1938 war er Gemeindearzt in Langau bei Gaming in Niederösterreich. 1938 kehre er in sein Elternhaus in Tulln zurück und betrieb dort eine Arztpraxis bis 1945.
Am 21. März 1933 trat er der NSDAP bei (Mitgliedsnummer 1.600.709). Während der NS-Diktatur vereinigte Ursin mehrere rassenpolitische Funktionen in seiner Person: Er bekleidete die Funktion des ‚Gauhauptstellenleiters im Rassenpolitischen Amt der Gauleitung Niederdonau‘, er war überdies ‚Landesleiter i. V. des Reichsbundes Deutsche Familie‘ (RDF) und Leiter der Deutschen Gesellschaft für Rassenhygiene für den Ortsabschnitt Tulln. In Vorträgen beschäftigte er sich z. B. mit der „Reinerhaltung des Blutes“ und der „Erbgesundheitspflege und der Asozialen-Ausmerze“ als „positive Maßnahmen der nationalsozialistischen Bevölkerungspolitik“. Alle seine Vorträge waren mit der ‚Judenfrage‘ essentiell verknüpft. „Alles von der Kultur der arischen Rasse Deviante qualifizierte er als minderwertig, jüdisch, oder entartet ab“ und lobte „die arteigene Kultur, die aus der Erbmasse des Blutes und des Geistes in Jahrhunderten und Jahrtausenden entwickelt so und nicht anders geworden ist.“
1939 leistete Ursin Wehrdienst als Arzt in einem Pionier-Bataillon, 1944/45 war er Volkssturm-Bataillonsarzt und Leiter von Hauptverbandsplätzen. Nach dem Ende des Zweiten Weltkriegs wurde Ursin wegen seiner nationalsozialistischen Verbindungen in Wien und Kufstein inhaftiert. Anschließend ging er nach Alpbach in Tirol. Er war ab 1952 gemeinsam mit Herwigh Rieger und Karl Thums Mitherausgeber der Zeitschrift Der neue Bund und 1958 gemeinsam mit Karl Kurt Klein und Franz Hieronymus Riedl Herausgeber der Mannhardt-Festschrift. 1961 wurde er nochmals Bundesjugendführer des Österreichischen Wandervogels. 1967 erhielt er vom Bundespräsidenten Österreichs den Titel eines Medizinalrats, einige Jahre später wurde ihm die Hippokratesmedaille für praktische Ärzte verliehen. Er war ständiges Mitglied des Freideutschen Konvents. 1970 legte Ursin seine Praxis nieder und zog zu seiner Tochter nach Lienz in Osttirol. 1972 nahm er als Vertreter der Wandervögel Österreichs an den Gedenkfeiern für Rolf Gardiner in England und auf der Burg Stettenfels teil.
Ursin war mit der Tiroler Wandervogelführerin Hilde Friedl verheiratet und hatte mit ihr vier Kinder.

## Schriften
- 1926: Zur österreichischen Frage. Augsburg: Bärenreiter-Verlag.
- 1961: Hrsg. Fünfzig Jahre Österreichischer Wandervogel. Festschrift 1911–1961. Wien: Österreichischer Wandervogel.
- 1958: Hrsg. mit Karl Kurt Klein und Franz Hieronymus Riedl. Weltweite Wissenschaft vom Volk. Volk, Welt, Erziehung. Johann Wilhelm Mannhardt zum 75. Geburtstag. Wien/Wiesbaden: Rohrer.
- 1958: „Die Marburger Burse – ein Weg zu weltoffenem Deutschtum“. In: Karl Kurt Klein, Franz Hieronymus Riedl und Karl Ursin (Hrsg.). Weltweite Wissenschaft vom Volk. Volk, Welt, Erziehung. Johann Wilhelm Mannhardt zum 75. Geburtstag. Wien/Wiesbaden: Rohrer. S. 23–36.